# ستریتژ ناد لودینوو
ستریتژ ناد لودینوو (به چکی: Střítež nad Ludinou) یک منطقهٔ مسکونی در جمهوری چک است که در ناحیه پرروف واقع شده‌است. ستریتژ ناد لودینوو ۱۴٫۸۱ کیلومتر مربع مساحت و ۸۴۱ نفر جمعیت دارد و ۳۳۸ متر بالاتر از سطح دریا واقع شده‌است.